# Rejon lubieszowski
Rejon lubieszowski (ukr. Любешівський район, Lubesziwśkyj rajon) – były rejon obwodu wołyńskiego Ukrainy.
Został utworzony 1940 roku, jego powierzchnia wynosiła 1450 km², a ludność rejonu liczyła 36 000 osób.
Na terenie rejonu znajdowały się: jedna osiedlowa rada i 20 silskich rad, obejmujących w sumie 46 miejscowości. Siedzibą władz rejonowych był Lubieszów.

## Miejscowości rejonu lubieszowskiego
- Berezicze (Березичі)
- Bereźna Wola (Березна Воля)
- Borki (Бірки)
- Buczyn (Бучин)
- Bychów (Бихів)
- Chocuń (Хоцунь)
- Chotomyr (Хутомир)
- Cyr (Цир)
- Dąbrowa[2] (Діброва)
- Derewek (Деревок)
- Dolsk (Дольськ)
- Horki (Гірки)
- Hreczyszcze (Гречища)
- Kalewica (Каливиця)
- Kuryń (Великий Курінь)
- Lubiaż (Люб'язь)
- Lubieszów (Любешів)
- Lubotyń (Люботин)
- Łachwicze (Лахвичі)
- Łobna (Лобна)
- Mała Hłusza (Мала Глуша)
- Miżhajci (Міжгайці)
- Mukoszyn (Мукошин)
- Niewierz (Невір)
- Nowe Berezicze (Нові Березичі)
- Podkoromyle (Підкормілля)
- Pohulanka (Погулянка)
- Pożóg (Пожог)
- Prochody (Проходи)
- Rudka (Рудка)
- Selisek (Селісок)
- Siedliszcze (Седлище)
- Sudcze (Судче)
- Swałowicze (Сваловичі)
- Szczytyń (Щитинь)
- Szłapań (Шлапань)
- Uhrynicze (Угриничі)
- Wiazowno (В'язівне)
- Wielka Głusza (Wielka Hłusza, Велика Глуша)
- Wietły (Ветли)
- Wił (Віл)
- Witule (Витуле)
- Wola Lubieszowska (Любешівська Воля)
- Załazie (Залаззя)
- Zareka (Заріка)
- Zarudcze (Зарудчі)
- Żeleźnica (Залізниця)